# Sheila Cargador Team
Sheila Cargador Team war eine Serie von Heftromanen, die zunächst als Subserie innerhalb des im Zauberkreis Verlag erscheinenden Silber Grusel-Krimi liefen und später als Buch nachgedruckt und fortgesetzt wurden.

## Die Serie
Sheila Cargador führt eine in der vornehmen Londoner Park Lane ansässige Detektei – das Sheila Cargador Team. Sie ist die Tochter eines spanischen Granden und einer Engländerin. Auf Grund ihrer Marotte, die ungeliebten Schuhe und Strümpfe selbst zu unpassenden Gelegenheiten auszuziehen und barfuß, sonst aber modisch gekleidet, zu erscheinen hat sie im Freundeskreis den Spitznamen barfüßige Lady bekommen.
Ihr unterstehen 15 Agentinnen, u. a. die ehemalige Karate-Weltmeisterin Sandra Collins, die Sabotage-Expertin Maureen O'Haviland und die Pilotin Olivia Metaxa. Die Detektei ist weltweit tätig, teils auch im Auftrag von Regierungen. In ihrer Einsatzzentrale hängt ein großes Wandbild, welches eine digitale Weltkarte verbirgt. Auf dieser kann sie auf jeden Ort der Erde umschalten – es sind Karten jedes Gebietes, inklusive aller weltweiten Stadtpläne gespeichert.
Dort lässt sich auch der Aufenthaltsort aller Agentinnen erkennen. Dies ist möglich, da jede Agentin ein reißfestes Fußkettchen aus Titan trägt. Dieses enthält ein Sendesystem, welches mit einem Satelliten in Kontakt steht. Die Elektronik in den Fußkettchen erkennt und übermittelt zudem die aktuelle Körpertemperatur und den Adrenalinausstoß. Der Satellit wird gemeinsam mit der PSA genutzt – was die Verbindung zur Serie Larry Brent schafft.

## Editionsgeschichte
Die Serie startete 1985 mit Band 450 des Silber-Grusel-Krimi und endete durch die Einstellung der Reihe zunächst mit 1986.
Ab 2006 erschien unter den Serientitel Sheila Cargador die Serie als Neuauflage im Atlantis Verlag. Es erschien nur ein Buch, bevor die Serie an den Verlag Romantruhe weitergereicht wurde.
Dort erschienen zwischen 2006 und 2008 unter dem Serientitel Sheila Cargador – Im Auftrag meiner Regierung mehrere weitere neue Bücher.

### Liste
Francis Brown ist ein Pseudonym von Frank Bruns.
Silber Grusel Krimi
| 450 | Francis Brown | Geschwader des Grauens        | 1985 |
| 482 | Francis Brown | Todesruf der Höllenengel      | 1986 |
| 493 | Francis Brown | Der Todesschatten von Calipor | 1986 |

Sheila Cargador
| 01 | Francis Brown | Todesruf der Höllenengel | 2006 |

Sheila Cargador – Im Auftrag meiner Regierung
| 02                    | Francis Brown & Le 'Ann Ward | Showdown in Empuriabrava                                                                             | 2006 |
| 03                    | Francis Brown                | Santa Lucia                                                                                          | 2006 |
| 04                    | Francis Brown                | Das Amulett des Assassini                                                                            | 2006 |
| 05                    | Francis Brown                | Geheiligt werde dein Name                                                                            | 2007 |
| 06                    | Francis Brown                | In der Hölle der Barmherzigkeit                                                                      | 2007 |
| 07                    | Francis Brown                | Imhoteps Todeshauch                                                                                  | 2007 |
| 08                    | Rhee Annon                   | Knechte der Apokalypse (enthält zusätzlich: Der Schatten des Inka von Francis Brown & Deborah Prize) | 2008 |
| Halloween- Sonderband | Francis Brown                | Das Phantom der Fünte                                                                                | 2006 |